# Melaleuca araucarioides
Melaleuca araucarioides är en myrtenväxtart som beskrevs av Bryan Alwyn Barlow. Melaleuca araucarioides ingår i släktet Melaleuca och familjen myrtenväxter. Inga underarter finns listade i Catalogue of Life.